# RSCA Belfius Academy
De RSCA Belfius Academy is het jeugd- en trainingcentrum van voetbalclub RSC Anderlecht. Dit trainingcentrum is gelegen in Neerpede, een hoofdzakelijk landelijke wijk in de Brusselse gemeente Anderlecht.  Alle trainingen van de eerste ploeg(en) worden hier afgewerkt en ook de jeugdploegen spelen hier hun thuiswedstrijden. Het jeugdcomplex geldt als een van de meest moderne  en performante jeugdcomplexen van Europa.

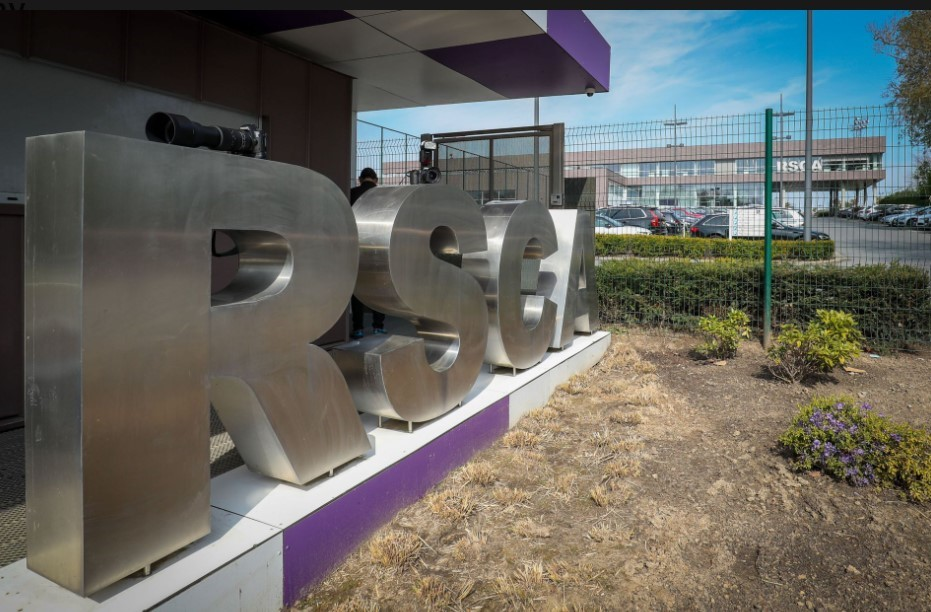
RSC Anderlecht Belfius Academy Neerpede

Spelers als Romelu Lukaku, Youri Tielemans, Jérémy Doku, Yari Verschaeren, Roméo Lavia, Leander Dendoncker, Zeno Debast en Wout Faes genoten er hun opleiding.  